# Royaume de Lorri
Pour la région actuelle, voir Lorri.
972–1113
Entités précédentes :
- Arménie bagratide

Entités suivantes :
- Arménie zakaride

Le royaume de Lorri ou Lôrê (en arménien Լոռու Թագավորութուն) ou royaume de Tachir-Dzoraget est un royaume arménien des Xe - XIIe siècles fondé par les Kiourikides, une branche cadette des Bagratides. Il correspond au nord-est de l'Arménie actuelle et comprenait des territoires aujourd'hui géorgiens et azerbaïdjanais. Jusqu'à sa chute en 1113, le royaume connaît une paix propice au développement de la vie culturelle, concrétisée notamment par la fondation et le développement de plusieurs monastères, dont Haghpat et Sanahin.

## Histoire

Le royaume de Lorri dans l'Arménie bagratide, vers l'an mil.

En 972, le roi d'Arménie Achot III donne à son fils cadet Gourgen la province de Lorri, ainsi que le titre princier. La même année, ou en 980 (voire en 982), Gourgen prend le titre de roi, inaugurant la lignée des rois bagratides de Lorri. Achot a établi ce royaume, probablement dans le but d'arméniser politiquement et culturellement les confins arméno-géorgiens.
Dès la fin du Xe siècle, alors que les royaumes bagratides et arçrouni de Grande-Arménie tombent les uns après les autres dans l'escarcelle byzantine (le Taron en 968, le Tayk en 1001, le Vaspourakan en 1021 ou 1022, Ani en 1045, Kars en 1065), seul le Lorri échappe aux empereurs. Le royaume, qui connaît son apogée sous le règne de David Ier Anholin, s'étend vers le nord-est et soumet l'émir de Tiflis ; David bâtit une nouvelle ville, Loré, que son fils Gourgen II prend pour capitale.
Le royaume se maintient mais doit également faire face à l'apparition des Seldjoukides, et Gourgen se soumet à Alp Arslan en 1064 ; sa capitale et les monastères de Haghpat et de Sanahin sont ravagés en 1105. En 1113, ses fils se réfugient à Tavush (abandonnée en 1145) et à Matznaberd. Ce n'est qu'à la fin de ce même siècle que, profitant du démembrement de l'Empire seldjoukide, les Bagratides de Géorgie, avec David IV le Reconstructeur et Georges III, aidés notamment de nakharark réfugiés en Géorgie, commencent à libérer l'Arménie septentrionale et donc l'ancien royaume. En 1118, Lorri et Akhtala sont ainsi prises. L'ancien royaume est alors intégré à l'Arménie zakaride des princes Zakarian.

## Liste des rois de Lorri
Les rois de ce royaume, puis, à partir de 1113, les seigneurs de Matznaberd, sont les suivants :
| Souverains                                        | Titre                                | Dates         | Notes                     |
| ------------------------------------------------- | ------------------------------------ | ------------- | ------------------------- |
| Gourgen Ier, Cyriaque Ier ou Kiourikê Ier († 991) | prince de Taschir                    | 966-972       | fils d'Achot III Olomadz. |
| Gourgen Ier, Cyriaque Ier ou Kiourikê Ier († 991) | roi d'Aghbanie                       | 972-991       | fils d'Achot III Olomadz. |
| David Ier Anholin († 1048)                        | roi de Lorri                         | 991-1048      | fils de Gourgen Ier.      |
| Smbat Ier                                         | co-roi de Lorri                      |               | fils de Gourgen Ier.      |
| Gourgen II, Cyriaque II ou Kiourikê II († 1089)   | roi de Lorri                         | 1048-1064     | fils de David Ier.        |
| Gourgen II, Cyriaque II ou Kiourikê II († 1089)   | curopalate de Lorri                  | 1064-1089     | fils de David Ier.        |
| Smbat II                                          | co-roi de Lorri                      | 1063-?        | fils de David Ier.        |
| David II et Abas Ier                              | curopalates de Lorri                 | 1089-1113     | fils de Gourgen II.       |
| David II                                          | seigneurs de Matznaberd              | 1113-v.1145   | fils de Gourgen II.       |
| Abas Ier                                          | seigneurs de Tavouch                 | 1113-v.1145   | fils de Gourgen II.       |
| Gourgen III, Cyriaque III ou Kiourikê III         | seigneur de Tavouch et de Matznaberd | v.1145-v.1185 | fils de David II.         |
| Abas II                                           | seigneur de Tavouch et de Matznaberd | v.1185-v.1192 | fils de Gourgen III.      |
| Aghsartan Ier ou Alsartan Ier                     | seigneur de Matznaberd               | v.1192-v.1236 | fils naturel d'Abas II.   |
| Gourgen IV, Cyriaque IV ou Kiourikê IV            | seigneur de Matznaberd               | v.1232-v.1236 | fils d'Aghsartan Ier.     |
| Pahlavan                                          | seigneur de Matznaberd               | v.1236-v.1256 | fils de Gourgen IV        |
| Taqiaddin                                         | seigneur de Matznaberd               | v.1256-v.1259 | fils de Gourgen IV        |

Le monastère de Haghpat abrite les tombes de plusieurs d'entre eux.